# Хомицький Олег Романович
Оле́г Рома́нович Хоми́цький (1991—2025) — український військовослужбовець, пластун, ультрас «Карпат», кавалер ордена Богдана Хмельницького ІІІ ступеня, нагороджений відзнакою Міністра оборони України Захиснику України, нагороджений Срібним Хрестом України, нагороджений відзнакою за оборону Мар'їнки.

## Життєпис
Народився 15 вересня 1991 у Львові.
З серпня 2002 р. пластун гуртка «Саламандри», а згодом «Рисі» (впорядник Ігор Осідач) в 1 курені ім. Короля Данила у Львові. Пластову присягу склав 30.04.2006 р. Відтак здобув ступінь розвідувача. Учасник щорічних курінних таборів від 2003 по 2007 рік. У 2006 учасник крайового мандрівного табору «Говерля». Активний у пластових спартакіадах, що відбувались у Івано-Франківську. Учасник пластових подій, мандрівок, вишколів.
Активно пластував орієнтовно до 2007 року.
Закінчив школу № 66 у Львові. Вищу освіту здобув за спеціальністю туризм у Львівському національному університеті ім. І. Франка.
Активний футбольний вболівальник ФК «Карпати». Ультрас фанатського угруповання «Pride».
Захоплювався спортом, зокрема бігом, плаванням та водними сплавами. Брав участь у бігових півмарафонах та марафонах. Здобув один з найважчих титулів у тріатлоні Ironman у Барселоні в 2019.
Проживаючи у Львові, з 2012 р. працював гідом у туристичній фірмі «Аккорд тур».
У 2014 р. переїхав з дружиною Іриною до Одеси, де в подружжя в 2016 р. народилася донька Міра. Тут працював у туристичних компаніях «Бамба», а згодом «Cactus». Зокрема був гідом, супроводжував туристичні групи.
Після повномасштабного російського вторгнення в жовтні 2022 р. з власної ініціативи мобілізувався до війська.
Вступив до 79-ї окремої десантно-штурмової бригади Збройних Сил України. Лейтенант. Був заступником начальника штабу аеромобільного батальйону.
За весь час служби брав участь у бойових діях переважно на Донеччині.
Загинув 30 січня 2025 р. під час виконання бойового завдання на Курахівському напрямку Донецької області.
Залишилися батьки, донечка та дружина, що чекає народження сина.